# Tepuia tatei
Tepuia tatei là một loài thực vật có hoa trong họ Thạch nam. Loài này được Camp miêu tả khoa học đầu tiên năm 1939.